# Sozium
Sozium (russisch Саратовская региональная общественная организация «Социум», englisch Socium) ist ein Verein in Engels in Russland, der sich für HIV-Infizierte engagiert.

## Tätigkeit
Die Organisation unterstützt Infizierte mit allen zur Verfügung stehenden Möglichkeiten. Sie wendet sich besonders an Drogenabhängige, die die größte Gruppe darstellen, und Prostituierte. Angebote:
- Persönliche Beratung
- Telefonberatung
- Medizinische und psychologische Hilfe
- Juristische Unterstützung
- Seminare und Trainings für Betroffene und Helfer
- Forschung
- Aufklärung zur Vorbeugung von HIV-Infektionen
- Informationen in der Öffentlichkeit über die Arbeit und die Gefahren der Ausbreitung von AIDS
- Verteilen von sauberen Spritzen an Drogenabhängige
- Angebote für HIV-Tests

Sozium arbeitet mit einem kleinen Team von Ärzten, Psychologen und Sozialarbeitern. Einige von ihnen werden von der Stadt bezahlt.
Die Organisation erhält finanzielle und andere Unterstützung von kommunalen Behörden, russischen Nichtregierungsorganisationen und ausländischen Organisationen wie dem Global Fund.

## Geschichte
Die Organisation wurde 1998 gegründet. 2002 wurde sie in ihrer jetzigen Form offiziell registriert.
Am 30. Mai 2016 wurde sie vom russischen Justizministerium als „Organisation in der Funktion eines ausländischen Agenten“ registriert. Der Vorsitzende Ilja Steinberg erklärte dazu, dass die Organisation nicht mehr weiter arbeiten könne, da sie die finanzielle Unterstützung aus dem Ausland benötige. Diese war der Anlass der Registrierung. Auch die kommunalen Behörden würden mit ihr wahrscheinlich nicht weiter kooperieren.